# Metynnis mola
Metynnis mola és una espècie de peix de la família dels caràcids i de l'ordre dels caraciformes.

## Morfologia
- Els mascles poden assolir 15 cm de llargària total.[4]

## Hàbitat
Viu en zones de clima tropical entre 20 °C - 26 °C de temperatura.

## Distribució geogràfica
Es troba a Sud-amèrica, a les conques dels rius Paraguai i Paranà.